# Коновалов, Александр Николаевич (нейрохирург)
Алекса́ндр Никола́евич Конова́лов (род. 12 декабря 1933 года, Москва, СССР) — советский и российский врач-нейрохирург, педагог, профессор. Директор (1975—2014), затем президент Федерального государственного автономного учреждения «Национальный медицинский исследовательский центр нейрохирургии имени академика Н. Н. Бурденко» Министерства здравоохранения Российской Федерации.
Доктор медицинских наук (1971). Академик АМН СССР (1982; член-корреспондент 1974). Академик РАН (2000). Заслуженный деятель науки Российской Федерации (1998). Герой Труда Российской Федерации № 1 (2013). Лауреат Государственной премии СССР (1985). Дважды лауреат Государственной премии РФ (1995, 2006).
Александр Николаевич Коновалов является главным нейрохирургом Министерства здравоохранения РФ, заведующим кафедрой детской нейрохирургии Российской медицинской академии последипломного образования, профессором Российского национального исследовательского медицинского университета имени Н. И. Пирогова, президентом Ассоциации нейрохирургов России, вице-президентом Всемирной федерации и Европейской ассоциации нейрохирургических обществ.

## Биография
Родился в семье учёного-невропатолога Николая Васильевича Коновалова.
В 1957 году с отличием окончил 1-й Московский медицинский институт имени И. М. Сеченова, после чего работал клиническим ординатором, аспирантом и младшим научным сотрудником. В 1967 году был назначен на должность заместителя директора по научной работе, а в 1975 году — на должность директора НИИ нейрохирургии им. Н. Н. Бурденко.
В 1989 году провёл сложнейшую операцию по разъединению сиамских близнецов — девочек из Литвы — Вилии и Виталии Тамулявичус.
Сын — нейрохирург Н. А. Коновалов (род. 1971).

## Научная деятельность
Под его научным руководством было защищено более 50 кандидатских и докторских диссертаций.
Является автором более 400 научных работ, в том числе 15 монографий, руководств, справочников и учебников, опубликованных в отечественной и зарубежной печати, главным редактором журнала «Вопросы нейрохирургии имени Н. Н. Бурденко» и членом редакционных коллегий ряда иностранных специализированных журналов.
- Хирургическое лечение артериальных аневризм головного мозга (М., 1973)
- Атлас нейрохирургической анатомии (М., 1990)
- Справочник по нейротравматологии (1994)
- Магнитно-резонансная томография в нейрохирургии (1997)
- Клиническая неврология. В 3 томах (М., 2002, 2004)
- Хирургия последствий черепно-мозговой травмы. М., 2006 (в совт.).

## Профессиональная деятельность
- 2000 — Академик РАН.
- 1982 — Академик АМН СССР.
- 1975 — Директор НИИ нейрохирургии им. Н. Н. Бурденко.
- 1974 — Член-корреспондент Академии медицинских наук СССР.
- 1973 — Профессор
- 1971 — Доктор медицинских наук.
- 1967 — Заместителем директора Института по научной работе НИИ нейрохирургии им. Н. Н. Бурденко.
- 1964 — Кандидат медицинских наук.
- 1957 — Врач НИИ нейрохирургии им. Н. Н. Бурденко.

## Награды

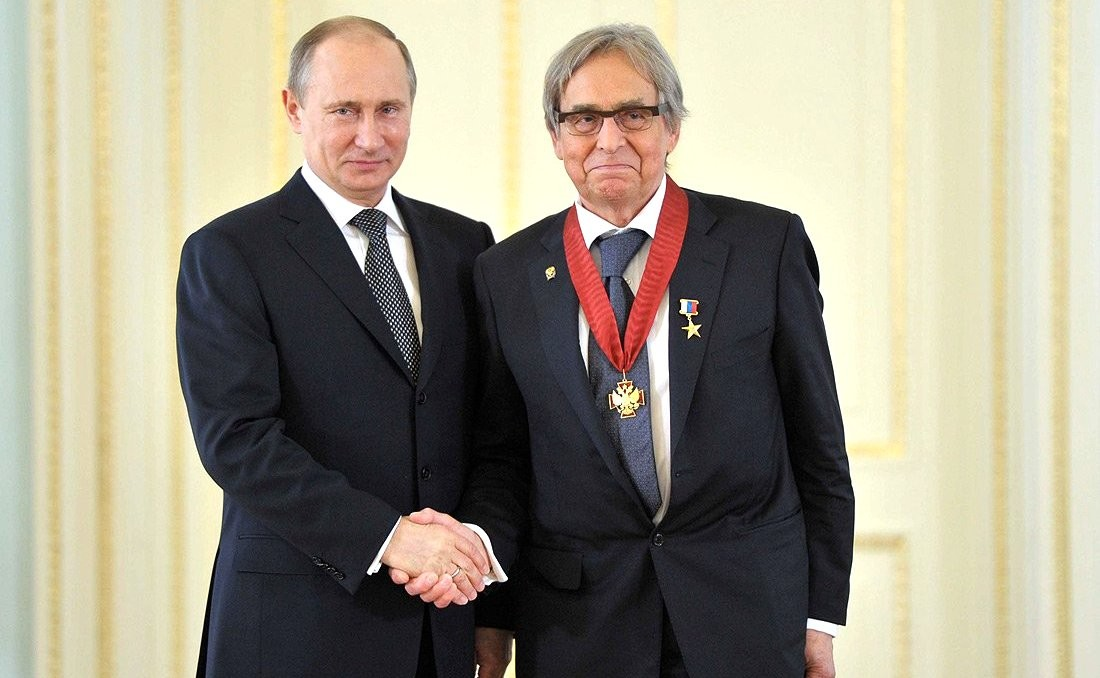
На церемонии присвоения звания «Герой Труда Российской Федерации», 1 мая 2013 года

- 1983 — Награждён орденом Трудового Красного знамени.
- 1985 — Лауреат Государственной премии СССР.
- 1993 — Награждён орденом Дружбы народов.
- 1995 — Лауреат Государственной премии Российской Федерации в области науки и техники «За разработку и внедрение в практику патогенетически обоснованных методов диагностики, прогноза и лечения черепно-мозговой травмы и её последствий»[6].
- 1998 — Заслуженный деятель науки Российской Федерации.
- 1999 — Диплом «Победитель Российского конкурса „Менеджер года“».
- 2002 — Лауреат премии имени Святослава Федорова.
- 2003 — Награждён орденом «За заслуги перед Отечеством» III степени.
- 2004 — Офицер ордена Заслуг перед Республикой Польша (8 октября 2004 года, Польша)[7].
- 2004 — Международная премия «Профессия — жизнь» в номинации «Выдающийся руководитель медицинского учреждения».
- 2004 — Медаль имени Г. Оливекрона.
- 2007 — Присуждена Государственная премия Российской Федерации в области науки и технологий за 2006 год (за разработку научных основ и прикладных проблем высокотехнологичной микронейрохирургии и внедрение в клиническую практику современных методов лечения заболеваний мозга).
- 2008 — Награждён орденом «За заслуги перед Отечеством» II степени.
- 2013 — Присвоено звание Героя Труда Российской Федерации[8] «за особые трудовые заслуги перед государством и народом» с вручением золотой медали «Герой Труда Российской Федерации».
- 2015 — Медаль Международной федерации нейрохирургических обществ (WFNS)[9].
- Лауреат Российской независимой премии «Триумф».
- Лауреат международной премии «Профессия — жизнь».
- Лауреат премии имени академика Н. Н. Бурденко.
- 2017 — Большая золотая медаль РАН имени Н. И. Пирогова. «За фундаментальные и прикладные исследования в области нейрохирургии, неврологии, клинической физиологии нервной системы иразработку нового направления — микронейрохирургия»[10].
- 2019 — Лауреат премии Нейрохирургического Общества Уолтера Э. Дэнди (признан лучшим нейрохирургом в мире).
- 2022 (3 июля) — Указом президента РК награждён орденом «Достык» 2 степени — за большой вклад в развитие и становление нейрохирургической службы Казахстана, за активное участие в периоде создания Национального центра нейрохирургии в Казахстане, в укреплении дружбы и международного сотрудничества Казахстана и России в научной, образовательной и клинической деятельности.;[11]
- 2023 — Орден «За заслуги перед Отечеством» I степени — за большой вклад в развитие медицинской науки и здравоохранения, многолетнюю плодотворную деятельность[12]
- 2024 — Большая золотая медаль имени М. В. Ломоносова — за выдающийся вклад в развитие фундаментальных и прикладных основ нейрохирургии.